# Mysterie in Immateria
Mysterie in Immateria is het 4de stripverhaal van En daarmee Basta! De reeks wordt getekend door striptekenaarsduo Wim Swerts & Vanas. Tom Bouden neemt de scenario's voor zijn rekening. De strips worden uitgegeven door de Standaard Uitgeverij. Het stripalbum verscheen in februari 2007.

## Personages
In dit verhaal spelen de volgende personages mee:
- Joost, Kathy, Stijn, Ruben, Bert, Patsy, Isa, Raf, Laura, Poreut

## Verhaal
Wanneer Isa een nieuwe vriend heeft is Joost, die nog steeds een beetje verliefd is op Isa maar dat ontkent, jaloers. Om zijn zinnen te kunnen verzetten trekt hij samen met zijn vrienden Stijn, Kathy en Laura naar de bioscoop waar ze Larry Plonker en de Bange Ring spelen. Op de terugweg koopt Joost in een klein boekenwinkeltje het nieuwste deel in de Larry Plonker-boekenreeks. Hij begint thuis direct te lezen, totdat hij in slaap valt. Over de grenzen van droom en fantasie reist Joost naar Immateria waar hij terechtkomt in een fantastisch avontuur vol magie, boosaardige krachten en rare wezens. Zal hij het raadselachtige mysterie kunnen ontluisteren?

## Trivia
- In dit verhaal zitten er op iedere pagina verwijzingen naar populaire fictie zoals In de ban van de Ring, Harry Potter, Star Wars en allerhande sprookjes.
- Op strook 5 leest Joost een strip van W817.
- Op strook 9 zien we een strip met als hoofdpersonages Kroepie en Boelie Boemboem. Een strip die een paar jaar later geschreven en getekend door Tom Bouden. Deze wordt verder in het verhaal gelezen door Laura.
- Op strook 44 leest Stijn een strip van Bakelandt.
- Bij aankoop van dit album werd er gratis een unieke poster toegevoegd.